# 모리스 아겐트
모리스 아겐트(Maurice Argent, 1916년 3월 4일 ~ 1981년 12월 7일)는 미국의 배우이다.
펜실베이니아주에서 태어났으며 샌프란시스코에서 사망하였다.

## 영화
- 다이 래핑 (1980년)
- 외계의 침입자 (1978년)
- 더티 해리 2 - 이것이 법이다 (1973년) - 냇 웨인스타인 역
- 샌프란시스코 수사반 (1972년)
- 온 이즈 어 론리 넘버 (1972년)
- 더티 해리 (1971년)